# Anthony Heilbut
Anthony Heilbut (* 22. November 1940 in New York City) ist ein US-amerikanischer Schriftsteller und Musikproduzent von Gospelmusik.

## Leben
Heilbut studierte an der Harvard University, wo er einen Doktortitel in Englisch erreichte. Die nächsten zehn Jahre lehrte er zunächst an der New York University und dann am Hunter College. Seit 1976 ist er hauptberuflich als Autor und Plattenproduzent tätig. Unter anderem hat er Neuveröffentlichungen und Übersichten von Edna Gallmon Cooke, The Fairfield Four und Sister Rosetta Tharpe produziert.
Heilbuts erstes Buch The Gospel Sound: Good News and Bad Times wurde 1971 veröffentlicht und seitdem mehrmals aktualisiert. Das Buch Exiled in Paradise: German Refugee Artists and Intellectuals in America from the 1930s to the Present wurde 1983 veröffentlicht und 1997 aktualisiert. Heilbuts Buch Thomas Mann: Eros and Literature erschien 1995.
Als Plattenproduzent hat er auch Anthologien von Jazz, Country-Musik, Gospel und sogar Oper produziert (50 Great Moments in Opera hat über 700.000 Alben verkauft), aber seine Spezialität ist afroamerikanische Gospelmusik.

## Werke (Auswahl)
- 1975: The Gospel Sound: Good News and Bad Times
- 1983: Exiled in Paradise: German Refugee Artists and Intellectuals in America
- 1995: Thomas Mann: Eros and Literature
- 2012: The Fan Who Knew Too Much

## Auszeichnungen und Preise (Auswahl)
- 2013: ASCAP Deems Taylor Award
- 1997: Randy Shilts Prize für Gay Non-Fiction
- 1977: Grammy Award (Musikproduzent von Mahalia Jackson Lied How I Got Over)
- 1976: Grand Prix du Disque (Musikproduzent von Marion Williams Lied Prayer Changes Things)[1]